# Fortune Global 500 (2024)
Navigation
Fortune Global 500 (2023) Fortune Global 500 (2025)
Le Fortune Global 500 (2024) est le classement établi par le magazine économique américain Fortune des 500 plus grandes entreprises mondiales classées par leur chiffre d'affaires de 2023.

## Classement des entreprises...

### … par CA
La liste présente les 10 plus grandes entreprises mondiales classées par chiffre d'affaires en 2023, selon le classement Fortune Global 500 publié en 2024 par le magazine Fortune. Les chiffres d'affaires sont exprimés en millions de dollars américains.
| 1  | Walmart                  | États-Unis      |
| 2  | Amazon                   | États-Unis      |
| 3  | State Grid               | Chine           |
| 4  | Saudi Aramco             | Arabie saoudite |
| 5  | Sinopec Group            | Chine           |
| 6  | China National Petroleum | Chine           |
| 7  | Apple                    | États-Unis      |
| 8  | UnitedHealth Group       | États-Unis      |
| 9  | Berkshire Hathaway       | États-Unis      |
| 10 | CVS Health               | États-Unis      |

### ... par bénéfice
Le tableau présente les 10 plus grandes entreprises mondiales classées par bénéfices en 2023, selon le classement Fortune Global 500 publié en 2024 par le magazine Fortune. Les chiffres d'affaires sont exprimés en millions de dollars américains.

## Source
La source de cette page vient directement du site internet du Magazine Fortune.
Source: https://fortune.com/ranking/global500/

## Note
1. ↑  Classement à ne pas confondre avec le Fortune 500, qui ne concerne que les entreprises des États-Unis